# Paul Dirac
Paul Adrien Maurice Dirac OM FRS (Bristol, 8 de agosto de 1902 – Tallahassee, 20 de outubro de 1984) foi um físico teórico inglês considerado um dos fundadores da mecânica quântica e da eletrodinâmica quântica. Ele foi o Professor Lucasiano de matemática na Universidade de Cambridge, professor de física na Universidade Estadual da Flórida e na Universidade de Miami e ganhador do Prêmio Nobel de Física em 1933.
Dirac fez contribuições fundamentais para o desenvolvimento inicial da mecânica quântica e da eletrodinâmica quântica. Entre outras descobertas, ele formulou a equação de Dirac que descreve o comportamento dos férmions e previu a existência da antimatéria. Dirac dividiu o Prêmio Nobel de Física de 1933 com Erwin Schrödinger "pela descoberta de novas formas produtivas de teoria atômica". Ele também fez contribuições significativas para a reconciliação da relatividade geral com a mecânica quântica.
Dirac era considerado por seus amigos e colegas como um personagem incomum. Em uma carta de 1926 a Paul Ehrenfest, Albert Einstein escreveu sobre um artigo de Dirac: "Estou trabalhando duro com Dirac. Esse equilíbrio no caminho vertiginoso entre a genialidade e a loucura é terrível". Em outra carta sobre o efeito Compton, ele escreveu: "Não entendo os detalhes de Dirac de forma alguma".

## Carreira
Estudou engenharia elétrica na Universidade de Bristol, completando o curso em 1921. Em 1923 graduou-se em matemática e recebeu uma bolsa de pesquisa no St John's College, na Universidade de Cambridge.
Fez contribuições fundamentais para o desenvolvimento da mecânica quântica e de eletrodinâmica quântica. Foi professor lucasiano de Matemática na Universidade de Cambridge e passou os últimos dez anos da sua vida na Universidade do Estado da Flórida. Entre outras descobertas, formulou a equação de Dirac, que descreve o comportamento dos férmions e que o levou à previsão da existência da antimatéria.

### Teoria quântica
O primeiro passo de Dirac em uma nova teoria quântica foi dado no final de setembro de 1925. Ralph Fowler, seu supervisor de pesquisa, recebeu uma cópia de prova de um artigo exploratório de Werner Heisenberg na estrutura da velha teoria quântica de Bohr e Sommerfeld. Heisenberg apoiou-se fortemente no princípio de correspondência de Bohr, mas mudou as equações para que envolvessem quantidades diretamente observáveis, levando à formulação matricial da mecânica quântica. Fowler enviou o artigo de Heisenberg para Dirac, que estava de férias em Bristol, pedindo-lhe que examinasse o artigo cuidadosamente.
A atenção de Dirac foi atraída para uma misteriosa relação matemática, à primeira vista ininteligível, que Heisenberg havia estabelecido. Várias semanas depois, de volta a Cambridge, Dirac subitamente reconheceu que essa forma matemática tinha a mesma estrutura dos colchetes de Poisson que ocorrem na dinâmica clássica do movimento das partículas. Na época, sua memória dos colchetes de Poisson era um tanto vaga, mas ele achou o Analytical Dynamics of Particles and Rigid Bodies de ET Whittaker esclarecedor. A partir de seu novo entendimento, ele desenvolveu uma teoria quântica baseada em variáveis dinâmicas não comutativas. Isso o levou à formulação geral mais profunda e significativa da mecânica quântica até hoje. A formulação de Dirac permitiu-lhe obter as regras de quantização de uma maneira nova e mais esclarecedora. Para este trabalho, publicado em 1926, Dirac recebeu um PhD de Cambridge. Isso formou a base para a estatística de Fermi-Dirac que se aplica a sistemas que consistem em muitas partículas idênticas de spin 1/2 (ou seja, que obedecem ao princípio de exclusão de Pauli ), por exemplo, elétrons em sólidos e líquidos, e importante para o campo de condução em semicondutores.
Dirac notoriamente não se incomodava com questões de interpretação na teoria quântica. De fato, em um artigo publicado em um livro em sua homenagem, ele escreveu: "A interpretação da mecânica quântica foi tratada por muitos autores e não quero discuti-la aqui. Eu quero lidar com coisas mais fundamentais."

### A equação de Dirac
Em 1928, com base em matrizes de spin 2 × 2 que ele pretendia ter descoberto independentemente do trabalho de Wolfgang Pauli em sistemas de spin não relativísticos (Dirac disse a Abraham Pais: "Acredito que obtive essas [matrizes] independentemente de Pauli e possivelmente Pauli as obteve independentemente de mim"), ele propôs a equação de Dirac como uma equação relativística de movimento para a função de onda do elétron. Esse trabalho levou Dirac a prever a existência do pósitron, a antipartícula do elétron, que ele interpretou em termos do que veio a ser chamado de mar de Dirac. O pósitron foi observado por Carl Anderson em 1932. A equação de Dirac também contribuiu para explicar a origem do spin quântico como um fenômeno relativístico.
A necessidade de férmions (matéria) serem criados e destruídos na teoria do decaimento beta de Enrico Fermi em 1934 levou a uma reinterpretação da equação de Dirac como uma equação de campo "clássica" para qualquer partícula pontual de spin ħ /2, sujeita a condições de quantização envolvendo anticomutadores. Assim reinterpretada, em 1934 por Werner Heisenberg, como uma equação de campo (quântica) que descreve com precisão todas as partículas elementares da matéria – hoje quarks e léptons – esta equação de campo de Dirac é tão central para a física teórica quanto as equações de campo de Maxwell, Yang-Mills e Einstein. Dirac é considerado o fundador da eletrodinâmica quântica, sendo o primeiro a usar esse termo. Ele também introduziu a ideia de polarização a vácuo no início dos anos 1930. Este trabalho foi fundamental para o desenvolvimento da mecânica quântica pela próxima geração de teóricos, em particular Schwinger, Feynman, Sin-Itiro Tomonaga e Dyson em sua formulação da eletrodinâmica quântica.
The Principles of Quantum Mechanics, de Dirac, publicado em 1930, é um marco na história da ciência. Ele rapidamente se tornou um dos livros didáticos padrão sobre o assunto e ainda é usado hoje. Nesse livro, Dirac incorporou os trabalhos anteriores de Werner Heisenberg sobre mecânica matricial e de Erwin Schrödinger sobre mecânica ondulatória em um único formalismo matemático que associa quantidades mensuráveis a operadores atuando no espaço de vetores de Hilbert que descrevem o estado de um sistema físico. O livro também introduziu a função delta de Dirac. Após seu artigo de 1939, ele também incluiu a notação de colchetes na terceira edição de seu livro, contribuindo assim para seu uso universal hoje em dia.

## Honras
Dirac dividiu o Prêmio Nobel de Física de 1933 com Erwin Schrödinger "pela descoberta de novas formas produtivas de teoria atômica". Dirac também recebeu a Medalha Real em 1939 e a Medalha Copley e a Medalha Max Planck em 1952. Ele foi eleito membro da Royal Society em 1930, membro da Sociedade Filosófica Americana em 1938, um membro honorário da American Physical Society em 1948, membro da Academia Nacional de Ciências dos Estados Unidos em 1949, um membro da Academia Americana de Artes e Sciências em 1950, em 1949 e um homenageado. Ele recebeu o prêmio inaugural J. Robert Oppenheimer Memorial em 1969. Dirac tornou-se membro da Ordem do Mérito em 1973, tendo anteriormente recusado o título de cavaleiro por não querer ser tratado pelo primeiro nome.

## Morte

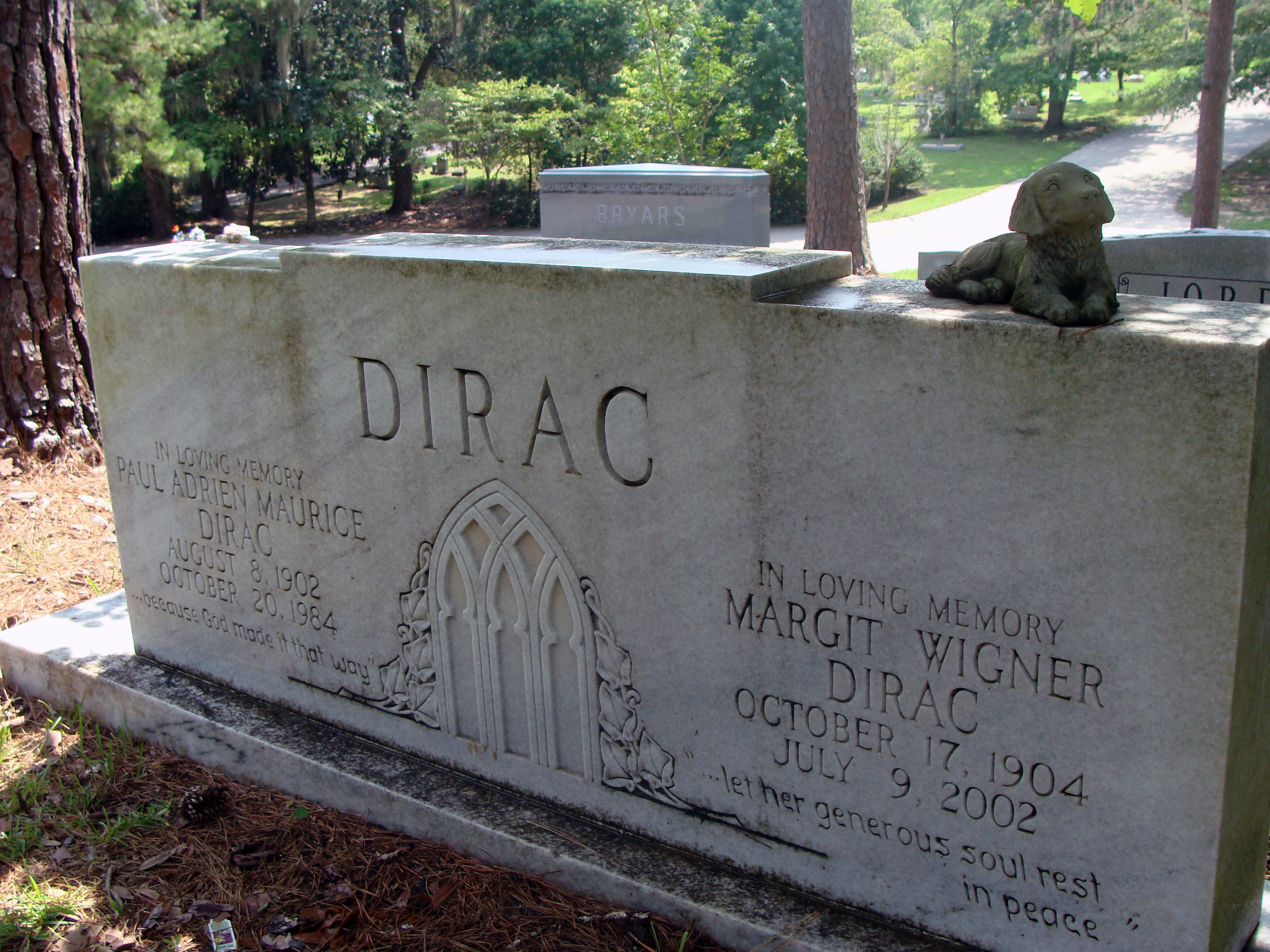
Sepultura de Dirac no Roselawn Cemetery, Tallahassee, Flórida. Também sepultada está sua mulher Manci e a filha Mary Elizabeth Dirac.

Em 1984, Dirac morreu em Tallahassee, Flórida, e foi enterrado no Cemitério Roselawn de Tallahassee. A casa da infância de Dirac em Bishopston, Bristol, é comemorada com uma placa azul, e a vizinha Dirac Road é nomeada em reconhecimento às suas ligações com a cidade de Bristol. Uma pedra comemorativa foi erguida em um jardim em Saint-Maurice, na Suíça, cidade de origem da família de seu pai, em 1º de agosto de 1991. Em 13 de novembro de 1995, um marcador comemorativo, feito de ardósia verde de Burlington e inscrito com a equação de Dirac, foi inaugurado na Abadia de Westminster. O reitor de Westminster, Edward Carpenter, inicialmente recusou a permissão para o memorial, pensando que Dirac era anticristão, mas acabou sendo (ao longo de um período de cinco anos) persuadido a ceder.

## Legado
Em 1975, Dirac deu uma série de cinco palestras na Universidade de New South Wales, que foram posteriormente publicadas como um livro, Directions in Physics (1978). Ele doou os royalties deste livro para a universidade para o estabelecimento da Dirac Lecture Series. A Medalha de Prata Dirac para o Avanço da Física Teórica é concedida pela Universidade de New South Wales para comemorar a palestra.
Imediatamente após sua morte, duas organizações de físicos profissionais estabeleceram prêmios anuais em memória de Dirac. O Institute of Physics, órgão profissional do Reino Unido para físicos, concede a Medalha Paul Dirac por "contribuições notáveis à física teórica (incluindo matemática e computacional)". Os três primeiros destinatários foram Stephen Hawking (1987), John Stewart Bell (1988) e Roger Penrose (1989). O Centro Internacional de Física Teórica concede a Medalha Dirac do ICTP todos os anos no aniversário de Dirac (8 de agosto).
O Prêmio Dirac-Hellman da Florida State University foi doado por Bruce P. Hellman em 1997 para recompensar o excelente trabalho em física teórica de pesquisadores da FSU. A Biblioteca de Ciências Paul AM Dirac na Florida State University, que Manci abriu em dezembro de 1989, é nomeada em sua homenagem, e seus artigos são mantidos lá. Do lado de fora está uma estátua dele feita por Gabriella Bollobás. A rua onde está localizado o Laboratório Nacional de Alto Campo Magnético no Innovation Park de Tallahassee, Flórida, chama-se Paul Dirac Drive. Assim como em sua cidade natal, Bristol, também há uma estrada com seu nome, Dirac Place, em Didcot, Oxfordshire.
A BBC nomeou um codec de vídeo, Dirac, em sua homenagem. Um asteroide descoberto em 1983 recebeu o nome de Dirac. A Pesquisa Distribuída utilizando Computação Avançada ( DiRAC ) e o software Dirac são nomeados em sua homenagem.

## Publicações
- The Principles of Quantum Mechanics (1930)
- Lectures on Quantum Mechanics (1966)
- Lectures on Quantum Field Theory (1966)
- Spinors in Hilbert Space (1974)
- General Theory of Relativity (1975)